# Гай (Корюківський район)
Гай — село в Україні, у Сосницькій селищній громаді Корюківського району Чернігівської області. Населення становить 18 осіб. До 2020 орган місцевого самоврядування — Вільшанська сільська рада.

## Історія
Утворений з хуторів Крюков і Пилипов на краю лісу. За переписом 1897 р. — 138 жителів. Виселок села Ольшани до поблизького Чорного лісу. У 1924 р. —72 двори і 352 жителі. 2014р. — 59 жителів.
Кутки — Польща («жила бабка з Польщі»), Круківщина, Хоківщина.
12 червня 2020 року, відповідно до розпорядження Кабінету Міністрів України № 730-р «Про визначення адміністративних центрів та затвердження територій територіальних громад Чернігівської області», увійшло до складу Сосницької селищної громади.
19 липня 2020 року, в результаті адміністративно-територіальної реформи та ліквідації Сосницького району, увійшло до складу Корюківського району Чернігівської області.